# Шутов, Степан Фёдорович
Степан Фёдорович Шу́тов (17 [30] января 1902, имение Скубейково Бобруйского уезда Минской губернии, Российской империи — 17 апреля 1963, Киев, Украинская ССР) — советский офицер-танкист, участник Гражданской и Великой Отечественной войн, на фронте Великой Отечественной войны — командир 20-й гвардейской танковой бригады (5-й гвардейский танковый корпус), полковник (1944). Дважды Герой Советского Союза (1944, 1944).

## Детство, молодость и гражданская война
Родился в многодетной (7 детей) бедняцкой семье крестьянина. Белорус.
Систематического общего образования не получил из-за крайней бедности семьи: всего 3 месяца учился в сельской школе в селе Заленье (впоследствии Степану Шутову пришлось уже взрослым человеком учиться на курсах ликвидации безграмотности). С 9 лет батрачил пастухом у помещика, с 1915 года работал в имении «Дворец» в Бобруйском уезде, с 1916 года трудился чернорабочим на стекольном заводе Глуша там же, с января 1917 года — на лесопильном заводе. С мая 1917 года вновь батрачил, поскольку был уволен с завода за организацию первомайской демонстрации и митинга на заводе.
В декабре 1917 года вступил в отряд Красной Гвардии в местечке Городок. С февраля 1918 года воевал в Осиповичском партизанском отряде, который вскоре был разбит немецкими оккупантами. Скрывался в лесах, участвовал в работе подполья.
В августе 1918 года перешёл через линию фронта и вступил в Красную Армию. Участник Гражданской войны, воевал красноармейцем в Мозырской группе войск на Западном фронте против белополяков. В марте 1919 года был уволен по болезни. Вернулся в родные края, к тому времени оставленные немцами после расторжения Брестского мира. С апреля 1919 года работал председателем рабочего комиссариата совхоза «Дворец», с мая — председателем правления совхоза «Дойничево» и начальником полевой милиции. В сентябре 1919 года Бобруйский уезд был оккупирован польскими войсками и Шутов ушёл с отступавшей Красной Армией. Вскоре был заброшен на оккупированную территорию для организации партизанского движения, арестован польскими оккупантами, бежал, воевал в партизанском отряде.
В июле 1920 года, после того, как родные места были освобождены Красной Армией от поляков, вторично вступил в Красную Армию. Воевал конным разведчиком 200-го стрелкового полка в 16-й армии. С сентября 1920 года служил бойцом конной летучей группы Тимковичинской пограничной заставы. В феврале 1921 года заболел тифом, а после выздоровления был демобилизован.
Вернулся в родные края, работал председателем правления совхоза «Дворец», рабочим лесопильного завода, секретарём комсомольской ячейки совхоза «Дворец». В 1919 году вступил в РКП(б), но в 1920 году выбыл из партии из-за утраты партийного билета и документов первичной партячейки. В 1922 году принят кандидатом в члены РКП(б), в 1924 году принят в члены партии.

## Военная служба
В марте 1924 года по партийной мобилизации вновь направлен в ряды Красной Армии. Окончил полковую школу 30-го кавалерийского полка имени Степана Разина 4-й Сибирской кавалерийской бригады и далее служил в этом полку, участвовал в боевых действиях против бандитизма в Могилёвской губернии.
В 1927 году окончил 1-ю Советскую объединённую военную школу РККА имени ВЦИК. С августа 1927 по сентябрь 1929 года командовал взводом в 58-м отдельном запасном эскадроне. В 1930 году окончил Военно-политические курсы. В мае 1930 — сентябре 1931 годов служил политруком эскадрона в одном из запасных кавалерийских полков. Затем опять был направлен на учёбу, но теперь уже его учили на танкиста.
В 1932 году окончил Ленинградские бронетанковые курсы усовершенствования комсостава. С мая 1933 года командовал учебной ротой 3-го учебного танкового полка, в том же году окончил специальное отделение на Ленинградских бронетанковых курсах усовершенствования комсостава, на которых учился несколько месяцев назад. С мая 1933 года — командир танка и инструктор вождения в войсковой части 1188 Белорусского военного округа, с ноября 1934 года — командир танковой роты (Слуцк), с апреля по сентябрь 1936 года — командир танковой роты войсковой части 1515 в Харькове.
В 1937 году окончил академические курсы технического усовершенствования комсостава при Военной академии механизации и моторизации РККА имени И. В. Сталина. С января 1937 года служил в воинской части в Киеве: командир танковой роты, с сентября 1938 — помощник командира роты по строевой части, с ноября 1938 — начальник курсов младших воентехников. С июня 1940 года командовал танковым батальоном тяжелых танков 17-го танкового полка 9-й танковой дивизии (в марте 1941 года включена в состав 26-го механизированного корпуса Среднеазиатского военного округа, этот полк дислоцировался в городе Мары Туркменской ССР.

## Великая Отечественная война
С началом Великой Отечественной войны С. Ф. Шутов в составе корпуса был переброшен на фронт. В начале июля 1941 года дивизия ещё до вступления в бой была переименована в 104-ю танковую дивизию, а Степан Шутов стал командиром танкового батальона 208-го танкового полка. Во главе этого батальона воевал на Западном фронте, с ноября 1941 года командовал танковым батальоном лёгких танков 9-го танкового полка 9-й танковой бригады. Участвовал в Смоленском оборонительном сражении, в оборонительном и наступательном этапах Московской битвы на Тульском направлении.
В конце декабря 1941 года отозван с фронта, направлен в формирующуюся 36-ю танковую бригаду Московского военного округа (г. Горький). В марте—апреле 1942 года командовал 167-й танковой бригадой (так же формировалась в Горьком), но затем понижен до заместителя командира бригады. Затем воевал в 95-й танковой бригаде 9-го танкового корпуса на Западном фронте, участник летних боёв Западного фронта. С августа 1942 года командовал 187-й танковой бригадой в том же корпусе, участник фронтового контрудара в районе Сухиничи — Козельск в августе 1942 года. С октября 1942 по май 1943 годов — командир 50-го отдельного гвардейского танкового полка, который тогда формировался в Московском военном округе. Полк был вооружён английскими танками Mk.IV «Черчилль». В марте 1943 года прибыл с полком на Волховский фронт, участвовал в попытках прорыва немецкой обороны и был там награждён своим первым орденом, но тем не менее в мае был отозван и направлен на учёбу.
В 1943 году окончил академические курсы усовершенствования командного состава при Военной академии бронетанковых и механизированных войск РККА имени И. В. Сталина. 16 сентября 1943 года принял командование 20-й гвардейской танковой бригадой 5-го гвардейского танкового корпуса на Воронежском фронте, затем командовал этой бригадой на 1-м и 2-м Украинских фронтах. Во главе бригады участвовал в битве за Днепр на Лютежском плацдарме.
Особо отличился в Киевской наступательной операции. Его бригада одной из первых ворвалась в Киев. Указом Президиума Верховного Совета СССР «О присвоении звания Героя Советского Союза генералам, офицерскому, сержантскому и рядовому составу Красной Армии» от 10 января 1944 года за «образцовое выполнение боевых заданий командования на фронте борьбы с немецко-фашистскими захватчиками и проявленные при этом отвагу и геройство» удостоен звания Героя Советского Союза с вручением ордена Ленина и медали «Золотая Звезда» (№ 2158).
Затем участвовал в Корсунь-Шевченковской и Проскуровско-Черновицкой наступательных операциях. Но особо отличился в Ясско-Кишинёвской операции. Тогда, в конце августа 1944 года, являясь передовым отрядом 5-го гвардейского танкового корпуса, бригада гвардии полковника Шутова вошла в прорыв и стремительно двигалась по территории Румынии далеко впереди войск 2-го Украинского фронта. В самом начале наступления, 21 и 22 августа, бригада форсировала реку, преодолела горный хребет Марс, разбила противостоящую немецкую танковую часть, уничтожив при этом 20 тяжелых танков противника, и вырвалась на оперативный простор. В последующие дни бригада с боями прошла свыше 200 километров, освободив города Бырлад, Текуч, Фокшани, Рымник, Плоешти. Второй «Золотой Звездой» Героя Советского Союза он был награждён 13 сентября 1944 года за эти подвиги и образцовое выполнение заданий командования.
В сентябре 1944 года назначен с повышением в должности заместителем командира 9-го гвардейского механизированного корпуса. Но на этом посту ему довелось воевать буквально несколько дней: в ходе Бухарестско-Арадской операции в одном из боёв в Трансильванских Альпах С. Ф. Шутов был тяжело ранен в руку и её пришлось ампутировать в госпитале. После длительного лечения в московских госпиталях в сентябре 1945 года уволен в отставку.

## После войны
Жил в Минске, позднее переехал в Киев. В 1946—1947 годах работал заместителем министра социального обеспечения Белорусской ССР, затем много лет был членом Центральной ревизионной комиссии при ЦК Компартии Белоруссии. Депутат Верховного Совета СССР 2-го созыва (1946—1950). Депутат Верховного Совета Белорусской ССР 3-го созыва (1951—1955).
Скончался 17 апреля 1963 года от тяжёлой болезни. Похоронен по завещанию на Байковом кладбище в Киеве.
Внук С. Ф. Шутова — генерал-майор Александр Шутов занимал должность начальника Главного оперативного управления Генштаба ВС Украины.

## Воинские звания
- Капитан (27.08.1937)
- Майор (декабрь 1941)
- Подполковник (29.10.1942)
- Полковник (21.02.1944)

## Награды и звания
- Дважды Герой Советского Союза (10.01.1944, 13.09.1944)
- Два ордена Ленина (10.01.1944, 06.05.1946)
- Два ордена Красного Знамени (11.04.1943[6], 03.11.1944)
- Медали
- Крест «За выдающиеся заслуги» (США, 1945)[7]

## Мемуары
- Всегда в строю. Киев, 1950.
- Красные стрелы. М.: Воениздат, 1963.

## Память
- Бронзовый бюст дважды Героя Советского Союза С. Ф. Шутова работы скульптора С. Н. Попова установлен в Глуске Могилёвской области в 1975 году. Бюст был установлен на родине Героя ещё в 1949 году в д. Дворец. В 1975 году бюст перенесён в Глуск и установлен в городском сквере на Аллее Славы.
- Именем героя-танкиста названы улицы:
  - в Москве — «Степана Шутова»
  - в Бобруйске
  - в Глуске
  - в Осиповичах
  - До 2023 года в Киеве имелась улица Полковника Шутова, в настоящее время переименована в улицу Грушецкую.
- Памятная доска в Киеве.
- Именем С. Ф. Шутова названа школа в Глусском районе.
- Экспозиция в Белорусском государственном музее истории Великой Отечественной войны[8]. В музее хранятся и экспонируются материалы Степана Фёдоровича Шутова: фотографии, документы, награды, личные вещи, скульптурный портрет и др.
- Могила Шутова является объектом культурного наследия Украины.